# 普頓臺
普頓臺（英語：Princeton Tower）是香港一個住宅項目，座落於西營盤德輔道西88號，由一幢46層高的住宅大廈組成，不設4、13、14、24、34、44樓，基座面向德輔道西設有商舖。整幢大廈共提供156個住宅單位，中高層向北單位坐擁維多利亞港海景，間格可分為677、716和1,300平方呎三種。發展商長江實業於2002年5月中，以樓花形式發售首批8個單位，呎價3,113港元，低於市價約15%。另由於當時市道低迷，發展商推出多項優惠吸引買家。

## 鄰近地方
- 德輔道西（海味街）
- 高陞街（藥材街）
- 修打蘭街
- 帝后華庭
- 李陞街遊樂場
- 中山紀念公園

## 途經之公共交通服務
與香港核心地段中環只有咫尺距離，駕車駛經干諾道或德輔道可直達中區、西環等地，經西區海底隧道往返九龍和新界亦非常方便，多線巴士、小巴、電車路綫途經屋苑。港鐵西港島綫通車後，屋苑位處上環站與西營盤站之間，交通得到進一步改善。

## 圖像

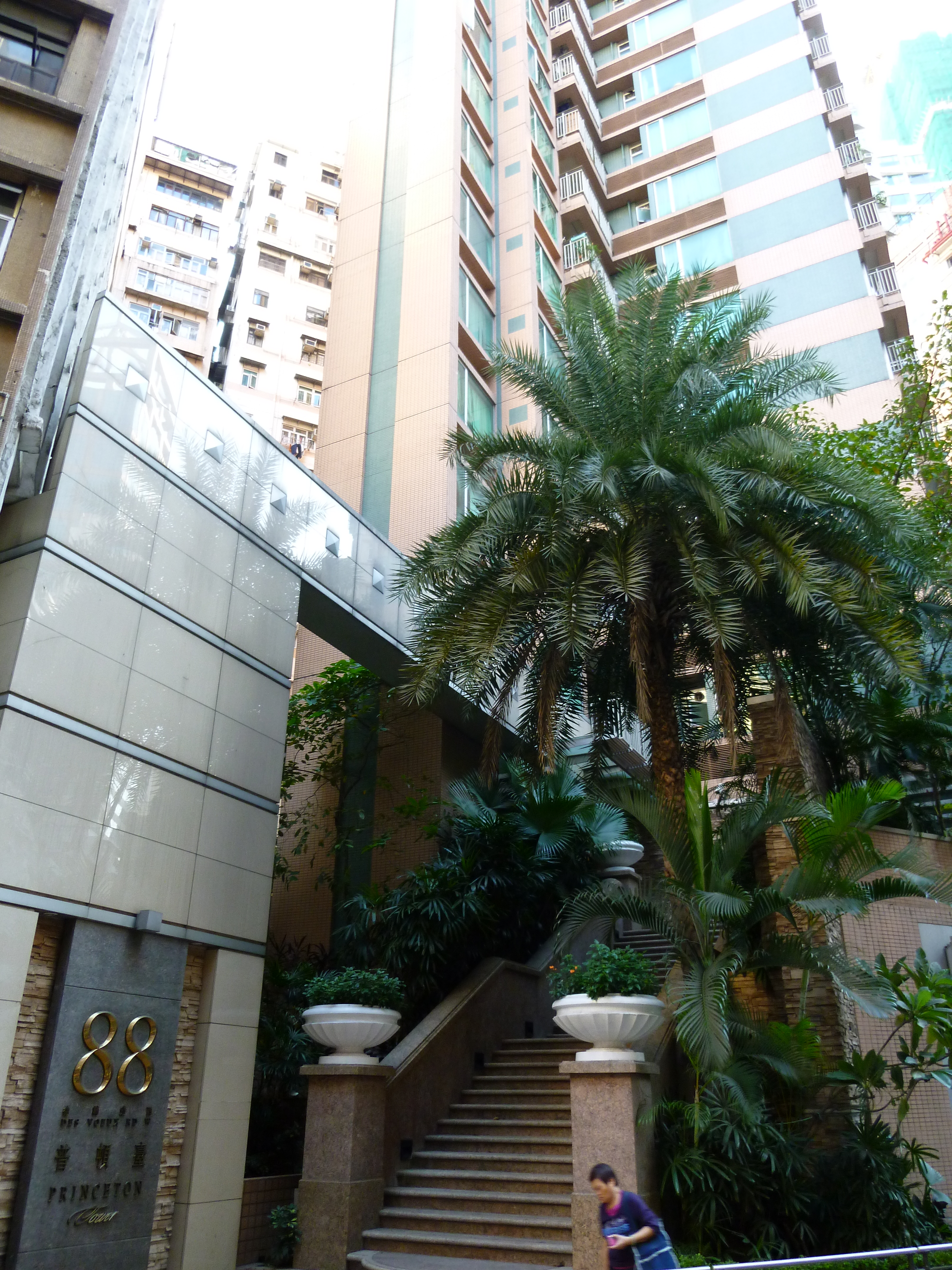
普頓臺入口

## 資料來源
- 《文匯報》10-05-2002 長實續低市價推普頓臺 （页面存档备份，存于）